# Rudolf Geyer (Historiker)
Rudolf Geyer (* 31. Januar 1891 in Wien; † 19. Dezember 1958 ebenda) war ein österreichischer Archivar und Wirtschaftshistoriker.

## Leben und Wirken
Rudolf Geyer besuchte bis 1910 das Staatsgymnasium Wien und studierte von 1911 bis 1914 Geschichte an der Universität Wien. Dort promovierte er allerdings erst 1924. Von 1912 bis 1914 und 1918 bis 1920 war er am Kunsthistorischen Museum, in der Stadtverwaltung Wien und am Historischen Museum der Stadt Wien beschäftigt, unterbrochen vom Kriegsdienst während des Ersten Weltkriegs. Geyer arbeitete ab 1925 im Archiv der Stadt Wien, von 1945 bis 1956 war er dessen Direktor. Außerdem war er seit 1947 als Privatdozent für Sozial- und Wirtschaftsgeschichte an der Universität Wien tätig. 
Er wurde am Döblinger Friedhof bestattet.

## Schriften
- Handbuch der Wiener Matriken, 1928
- (Hrsg., mit Leopold Sailer): Urkunden aus Wiener Grundbüchern zur Geschichte der Wiener Juden im Mittelalter (= Quellen und Forschungen zur Geschichte der Juden in Deutschösterreich, Bd. 10). Deutscher Verlag für Jugend und Volk, Wien 1931.
- Münze und Geld, Maß und Gewicht in Niederösterreich und Oberösterreich, in: A. F. Pribram, Geschichte der Preise und Löhne, Band 1, 1938
- Die mittelalterlichen Stadtrechte Wiens, Mitteilungen des Instituts für Österreichische Geschichtsforschung 58, 1950